# Виланованска култура
Виланованска култура је древна култура гвозденог доба на територији Северне и Централне Италије, која је наследила Терамарску културу бронзаног доба на просторима насељеним етрурцима.
Виланованска култура је настала након распада Прото-вилланованске културе на велики број регионалних култура. Развијала се под великим утицајем Халштатске култура источних Алпа. Припадници ове културе су били први по обради гвожђа на територији данашње Италије, друга битно њихово обележје је спаљивање мртвих и сахране пепела у урне карактеристичног облика.
Већина истраживача дели културу Виланова на протовиллановску и на културе Вилланова, отприлике између година 1100. и 900. п. н. е. и развијену виллановску културу (900. п. н. е. -700. п. н. е.).
Име потиче од села Вилланова, који се налази у близини данашње Болоње, где је између 1853. и 1856. године. Ђовани Гозађини (1810–1887) открио остатке некрополе.
Датирање почетка раног гвозденог доба у Италији остаје дискутабилно питање. Конвенционално, ера гвожђа у овим областима почиње између 10-9 века п. н. е. Мешовита слика археолошког налазишта указије на транзицију од бронзаног до гвозденог доба. Постоји видљив помак у односу на културе Апенинског полуострва у облику керамике, бронзе. У јужној Етрурији наставља да постоји култура Терамара. У северној и централној Етрурији, као резултат великих етничких покрета, успостављена је нова врста културе овог периода која се назива култура Виланова. Заправо, то је пољопривредна култура.
Основна карактеристика културе Виланова, укључујући и претходне културе "прото-вилланова» је сахрана са кремирањем, где се пепео покојника ставља у урну двуконицхеские (овај метод одлагања је сличан карактеристикама Култури поља са урнама.
Недалеко од насеља, од којих су неки у том периоду достигли невиђене размере, населили су подручје са карактеристичним гробницама у облику јама, или „бунара“ у калдрми и каменим плочама.
Колибе и други станова грађени су у са елипсастом, кружном, правоугаоном или квадратном основом, од дрвета и глине. Огњиште је у најужем делу куће; постоје и димне коморе, а неке колибе имају и прозоре.
У почетку, становништо се већински бави пољопривредом и сточарством, али постепено, професионални занати (посебно обрада метала и керамике за производњу) дозвољава акумулацију богатства, и поставља темеље за поделу друштва на класе.
Од 9. века п. н. е. становништво почиње да напушта брда, где су из разлога одбране, били углавном насељени у претходном периоду, и радије насељава платое на околним брдима како би боље користили пољопривредне и минералне ресурсе. Насеља у овом периоду се одликују већом концентрацијом и локацијом у непосредној близини природних средстава комуникације: реке, језера и море.
У области Тоскане и северног региона Италије долази до континуираног демографског раста и становништво у сталном контакту са другим популацијама, доводи до формирања великих центара становништва, почевши од 9. века п. н. е. Тако настајуу темељи насеља, који су потом развијају у велике етрурске градове као што су: Волтера, Ћиуси, Ветулонија, Орвијето, Вулчи, Роселе, Тарквинија, Церветери, Веји.
Постоје четири фазе ове културе које карактеришу унапређење машина за производњу бронзаних производа, нови облици бронзаних посуда. Велики корак напред у развоју технолошких вештина је производња керамике. Археолози су пронашли производе који се могу тумачити као предмет трговине међу племенима. Ово укључује грчку керамику, производе од стакла, злата и сребра, слоноваче.